# Alejandro Mogollón
Alejandro Mogollón Amaya (Caracas, , 27 de marzo de 1987-La Victoria, Estado Aragua, 11 de noviembre de 2013) fue un actor venezolano.
Mogollón fue conocido por su papel de Alejandro Díaz en la serie original de Boomerang y Venevisión, Somos tú y yo. También actuó en el spin-off de la serie, Somos tú y yo, un nuevo día, siendo su último proyecto en televisión.
Mogollón falleció el 11 de noviembre de 2013 en la Autopista Regional del Centro en La Victoria, tras colisionar su vehículo y salir de la camioneta después de dar varias vueltas, a causa del exceso de velocidad.

## Biografía

### Primeros años
Alejandro Mogollón nació en Caracas, Venezuela, fue hijo de Pilar Amaya. Su ascendencia era en su mayoría española, inició su carrera artística a temprana edad tomando clases de actuación, tiene una hermana, también actriz, Cathaysa Mogollón. Mogollón vivía en Madrid, España, lugar donde se estableció después de participar en la serie de televisión, Somos tú y yo.

### Éxito con Somos tú y yo
En 2007, Mogollón consiguió su primer papel en televisión participando en la serie original de Boomerang y Venevisión, Somos tú y yo. En la serie, interpretó el personaje de Alejandro Díaz, compartiendo créditos con Sheryl Rubio, Víctor Drija y Rosmeri Marval. La serie fue una coproducción entre la cadena estadounidense Boomerang y Venevisión. La serie fue transmitida en Latinoamérica, Europa, Medio Oriente y Asia. Mogollón, participó en la gira nacional de la serie en Venezuela, la presentación en vivo logró tener éxito inmediato, siendo vendida todas las entradas del tour en tiempo récord, incluyendo una serie de seis conciertos en el Poliedro de Caracas, con capacidad para 15 500 personas. La serie fue estrenada por primera vez el 27 de junio de 2007 en Venezuela por Venevisión y su último episodio contó con aproximadamente 5.9 millones de espectadores, siendo una de las series más exitosas de Venevisión. La serie se estrenó el 15 de enero de 2008 por Boomerang en Latinoamérica y Europa. Su personaje en la serie le dio a Mogollón el reconocimiento mundial. La serie finalizó el 15 de diciembre de 2008 y su episodio final tuvo una audiencia de aproximadamente 9.8 millones, la mayor audiencia recibida por cualquier episodio final de una serie de Boomerang Latinoamérica.
En 2009, Mogollón participó en la serie Somos tú y yo, un nuevo día. La serie fue un spin-off de Somos tú y yo y fue basada en la película estadounidense Grease. La serie se estrenó el 17 de agosto de 2009 por la cadena Boomerang Latinoamérica, con altos índices de audiencia. La serie fue la última participación en televisión del actor, quien falleció en un accidente de tránsito en La Victoria, Venezuela.

### Fallecimiento
Alejandro Mogollón viajaba en una camioneta Toyota 4Runner Beige, placas GBW-57J, propiedad del actor y modelo venezolano Juan Carlos García, quien iba de conductor, además de Hendrick Bages y Yuvanna Montalvo. El hecho ocurrió a las 11:00 de la noche del domingo, en el kilómetro 91 de la Autopista Regional del Centro, a la altura de la ciudad de La Victoria, Venezuela, con sentido hacía la ciudad de Caracas.
Lo que describieron los efectivos policiales, es que el actor Juan Carlos García perdió el control del vehículo y volcó, impactando contra la defensa de la vía. Mogollón salió expelido de la camioneta después de dar varias vueltas. El actor falleció en el pavimento, producto de las múltiples fracturas, puesto que un coche que  circulaba a esa hora lo impactó. El actor se encontraba de vacaciones en Venezuela. Mogollón se encontraba viviendo en España con su familia.

## Filmografía
| Televisión | Televisión                  | Televisión                               | Televisión  |
| Año        | Título                      | Rol                                      | Notas       |
| ---------- | --------------------------- | ---------------------------------------- | ----------- |
| 2007−8     | Somos tú y yo               | Alejandro Díaz / El Enmascarado del Amor | Estelar     |
| 2009       | Somos tú y yo, un nuevo día | Alejandro                                | Antagonista |